# Заболотский сельсовет (Хойникский район)
Заболотский сельсовет (бел. За́балацкі сельсавет) — упразднённая административно-территориальная единица в составе Хойникского района Гомельской области. Центр — деревня Заболотье.

## История
После второго укрупнения БССР с 8 декабря 1926 года сельсовет в составе Хойникского района Речицкого округа БССР. 
С 9 июня 1927 года в составе Гомельского округа. 
После упразднения окружного раздела 26 июля 1930 года в составе Хойникского района БССР. 
С 20 февраля 1938 года в составе Полесской области, с 8 января 1954 года — в составе Гомельской области. 
16 июля 1954 года к сельсовету присоединена территория упраздненных Корчевского и Небытовского сельсоветов. 
16 апреля 1959 года населенные пункты Заболотье, Первомайск и Чирвоная Нива переданы в административное подчинение Хойникского поссовета, центр сельсовета перенесен в деревню Небытов, сельсовет переименован в Небытовский.

## Состав
- Заболотье — деревня